# Muryeong

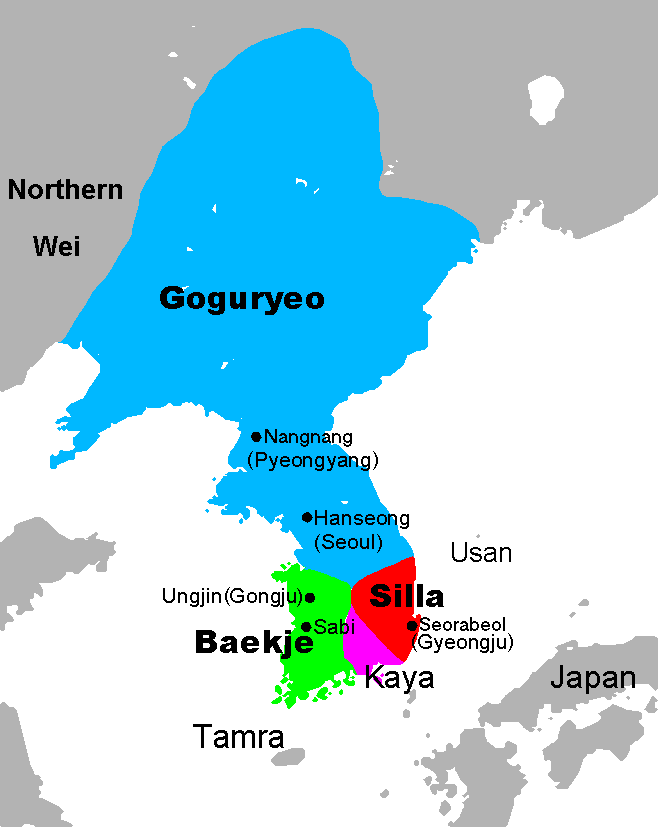

Muryeong of Sama (462–523) was koning van Paekche of Baekje van 501 tot 523.

## Levensloop
Toen zijn vader Dongseong in 501 werd vermoord, heerste er in Korea grote hongersnood. In tegenstelling met zijn vader pakte hij de situatie goed aan en voelde zich sterk genoeg om het verloren deel van zijn land aan Koguryo in 475 terug te veroveren. In 512 leidde hij persoonlijk een leger van 3000 man en viel Koguryo aan, hierbij kreeg hij steun van de pas opgerichte Liang-dynastie (China).
Tijdens zijn regeerperiode werd de invloed van het boeddhisme groter en de banden met het naburige Silla sterker.
Na zijn dood werd hij opgevolgd door zijn zoon Seong.